# Rucphen (plaats)

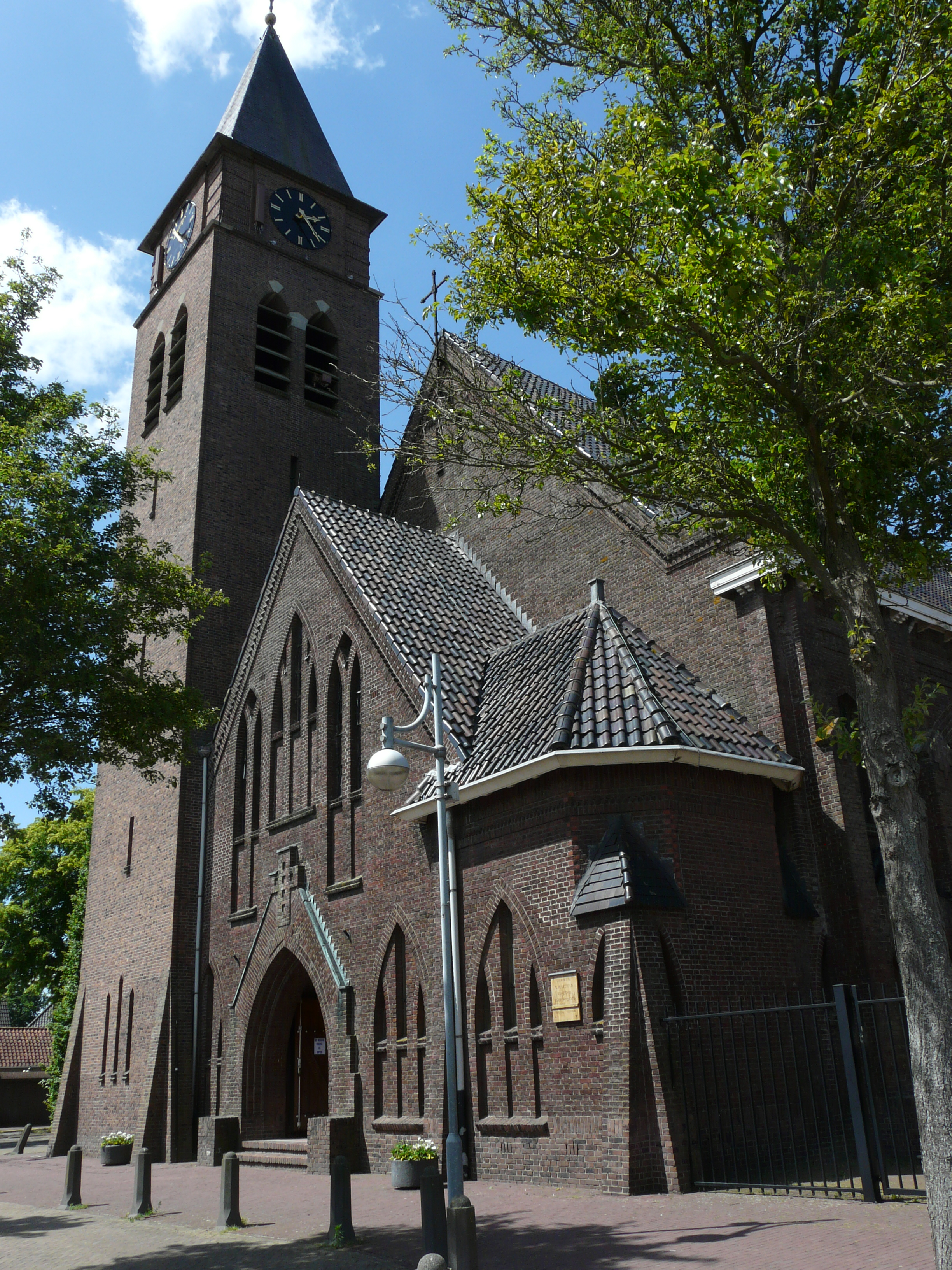
Martinuskerk

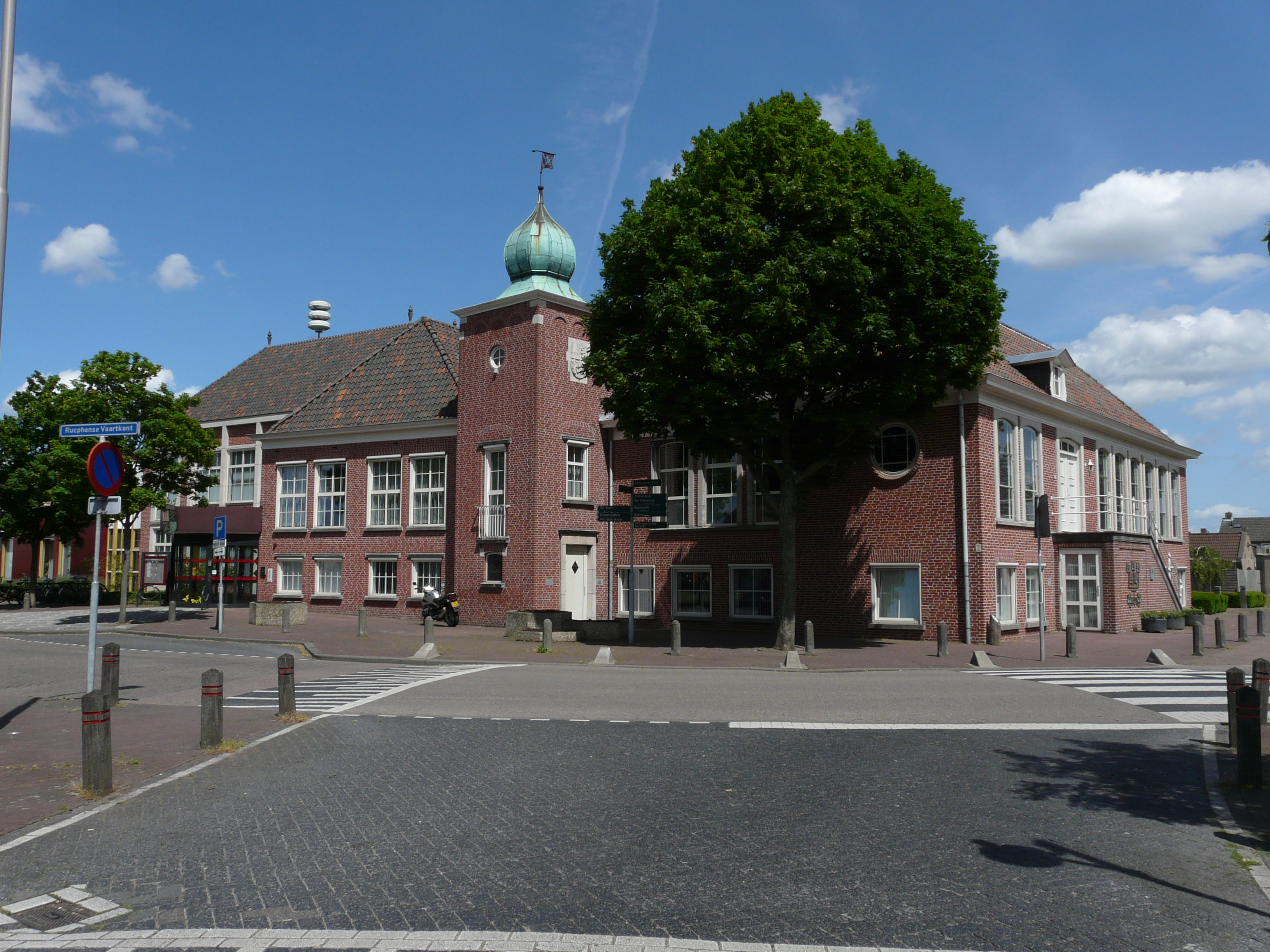
voormalig Gemeentehuis Raadhuisstr

Rucphen is een plaats in de gelijknamige gemeente in de Nederlandse provincie Noord-Brabant. Op 1 januari 2023 had het dorp 4.920 inwoners (CBS). Het ligt tussen St. Willebrord en Roosendaal.

## Etymologie
De naam Rucphen, voorheen “Rukfen” , zou zijn samengesteld uit rug (lange hoogte) of ruig, en ven of veen. Vroeger werd de plaatsnaam ook wel als Rucven gespeld.

## Geschiedenis
Het gebied waarin ook Rucphen ligt werd vanaf 1300-1350 ter vervening uitgegeven. De oudste plaats in dit gebied was Sprundel. Reeds in de 14e eeuw was er ook sprake van bewoning in Rucphen. In 1357 werd Rucphen door de heer van Bergen op Zoom uitgegeven als heerlijkheid. Er werd een schepenbank ingesteld. Reeds begin 15e eeuw was er sprake van een kapel. In 1464 werd Ruckvenne cum appendicio de Swartcive (Rucphen en Schijf) tot een zelfstandige parochie verheven, gewijd aan Sint-Martinus.
De werkgelegenheid in de vervening, alsmede het graven van turfvaarten (Schijfse Vaart, Vlette Vaart, Zwarte Sloot) zorgde voor bevolkingsaanwas. Toen echter het veen uitgeput raakte bleef slechts schrale grond over, waardoor het dorp tot armoede verviel. Niettemin moest men voor lammeren en het gebruik van de heide nog belasting aan de Markies betalen, wat in 1560 al onmogelijk bleek. In 1583 was het dorp ontvolkt toen het werd belaagd door de troepen van Armand de Gontaut. Pas toen dit gevaar geweken was, keerden de bewoners terug in hun verwoeste en vervallen dorp. In de loop van de 17e eeuw nam het aantal inwoners weer toe maar de economische moeilijkheden bleven.
In 1888 vestigden de Franciscanessen van Oudenbosch zich te Rucphen, waar ze zich wijdden aan het onderwijs. Omstreeks 1960 vertrokken de laatste zusters weer.
In 1944 richtten de oorlogshandelingen tussen de bezetter en de bevrijders grote schade aan in het dorp.
In 1952 werd de gemeente, vanwege de economische moeilijkheden, aangewezen als kerngemeente (Ontwikkelingsgebied Zuid-West Brabant), teneinde de industrialisatie te bevorderen. Sindsdien ligt tussen Rucphen en Sprundel een bedrijventerrein.

## Bezienswaardigheden
- De Sint-Martinuskerk aan de Raadhuisstraat 3 is een bakstenen kerkgebouw uit 1933. Het gebouw toont kenmerken van het expressionisme. Architect was Johan Berben. De toren werd in 1944 verwoest en in gewijzigde vorm herbouwd.[3]
- De pastorie, aan Raadhuisstraat 5, stamt uit 1869.
- De Heimolen is een ronde stenen beltmolen uit 1866, die zich bevindt aan Heimolendreef 24, ten westen van het dorp. Oorspronkelijk behoorde deze molen tot de gemeente Hoeven.
- Kapel Onze-Lieve-Vrouw van de Berg Carmel, uit 1936, tussen Raadhuisstraat en Sint-Martinusstraat.
- Gemeentehuis, gebouwd in 1850 en daarna diverse malen verbouwd. In 2012 is aan de Binnentuin (gebied tussen Rucphen, Sprundel en St. Willebrord) een nieuw gemeentehuis gebouwd. Het oudste gedeelte van het voormalige gemeentehuis (aan de Raadhuisstraat) is nog in gebruik, deels als atelier, woning, restaurant en ijssalon.
- Heemtuin Rucphen, aan Baanvelden 12, is een heemtuin van 2 ha met 1 km aan wandelpaden. Er is een ontvangstgebouwtje waar ook consumpties en zaden te koop zijn.

## Natuur en landschap
De omgeving van Rucphen omvat heide-ontginningen die voor een belangrijk deel voor de landbouw worden gebruikt. Het Zwarte Water en de Vlettevaart zijn restanten van turfvaarten binnen dit gebied. Ten zuidwesten van het dorp liggen de uitgestrekte Rucphense Bossen en de Rucphense Heide.
Ten zuidoosten van het dorp ligt de Molenheide, waar in 1461 de Rucphense Molen werd gebouwd. Tegenwoordig is dit gebied bebost en vormt een militair terrein, het Kamp Rucphen, aangelegd in 1945 en later een MOB-complex. Dit complex bleef in functie, ook nadat de meeste van dergelijke complexen door Defensie werden afgestoten. Wél wordt meer aandacht besteed aan de natuurwaarden van dit gebied, onder meer door de aanleg van bufferzones. De Schijfse Vaart, een oude turfvaart, loopt langs dit terrein.

## Voorzieningen
- Cultureel Centrum: 'Agora'
- R.K. Basisschool Sint Martinus
- Munnikenheide College
- Winkelcentrum
- Bibliotheek
- O.B.S Het Palet
- muziekvereniging "Nederland en Oranje" (NEO) - harmonie, slagwerkgroep, opleidingsorkesten

## Recreatie
- Indoorskibaan SnowWorld Rucphen
- Dart Club De Nederlandse Alp (naast de Skidôme)
- Recreatiecentrum de Vijfsprong (binnenzwembad, openluchtbad en sporthal)
- Outdoor Centrum Steketee
- Speelboerderij den Scherpenberg (binnenspeeltuin, buitenspeeltuin met enkele boerderijdieren)

## Verkeer en vervoer
Rucphen is bereikbaar via de A58. Openbaar vervoer is er via de buslijn 162 van Arriva.

## Sport
- In 2020 en 2022 werden in Rucphen de Nederlandse kampioenschappen veldrijden verreden.
- In het seizoen 2021-2022 werd op zaterdag 18 december 2021 in Rucphen een wereldbekerwedstrijd veldrijden verreden.
- Op zondag 21 augustus 2022 liep de route van de derde etappe (van Breda naar Breda) van de Ronde van Spanje 2022 door Rucphen.[4]

## Geboren in Rucphen
- Jos Gielen (1898-1981), politicus
- Wout Wagtmans (1929-1994), wielrenner
- Fleur Mol (2002), voetbalster

## Galerij

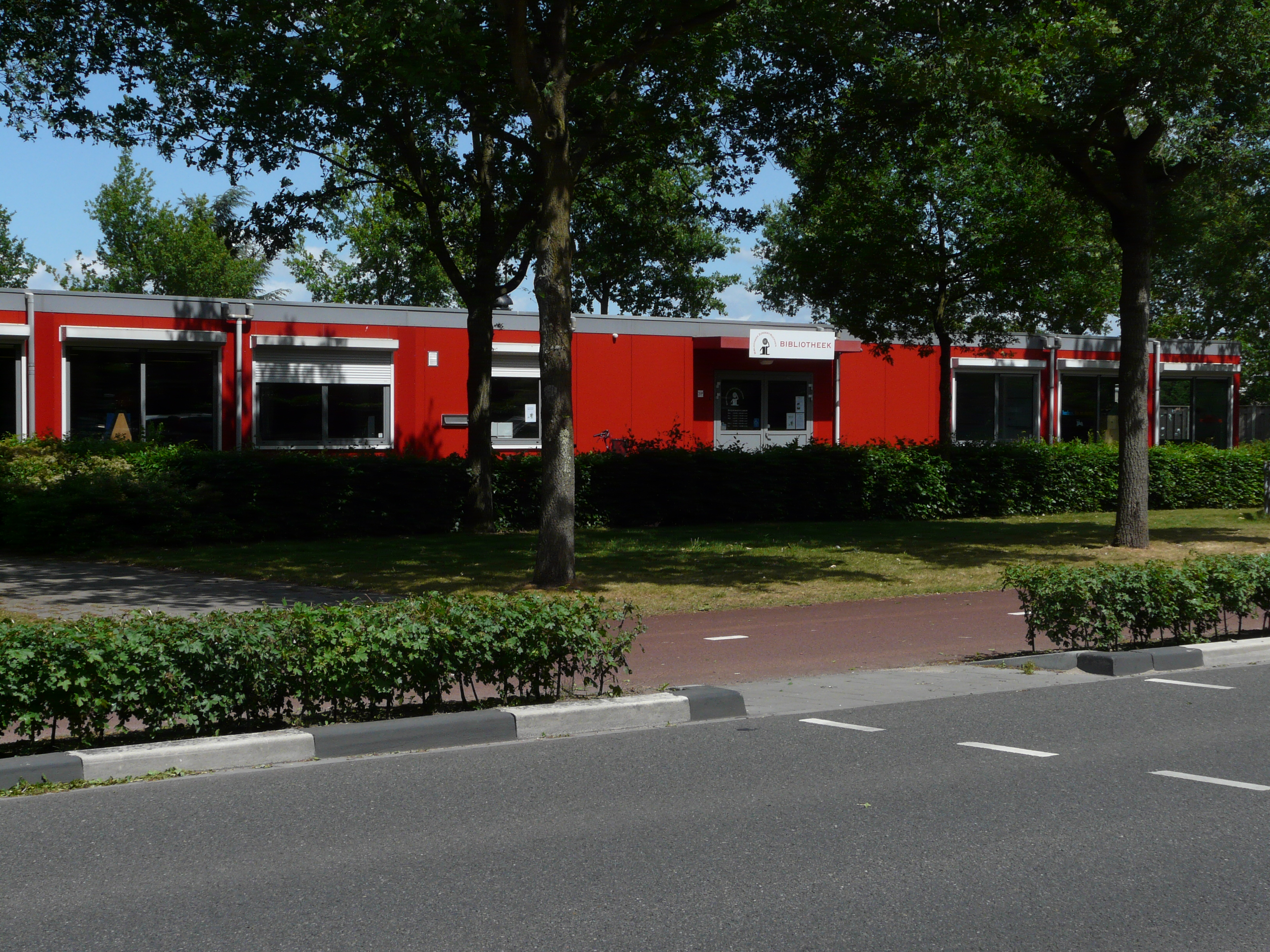
Bibliotheek
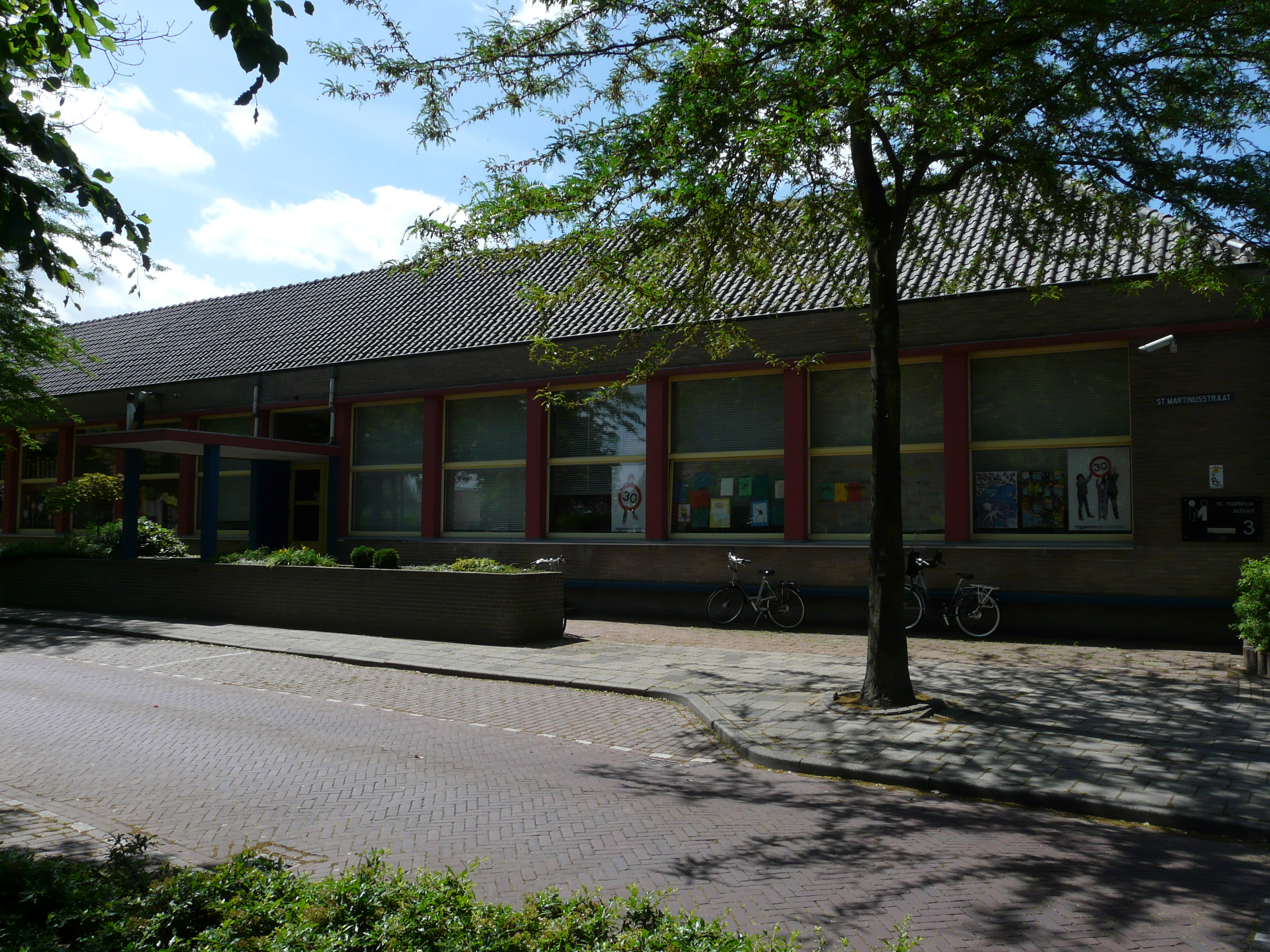
Basisschool Sint Martinus
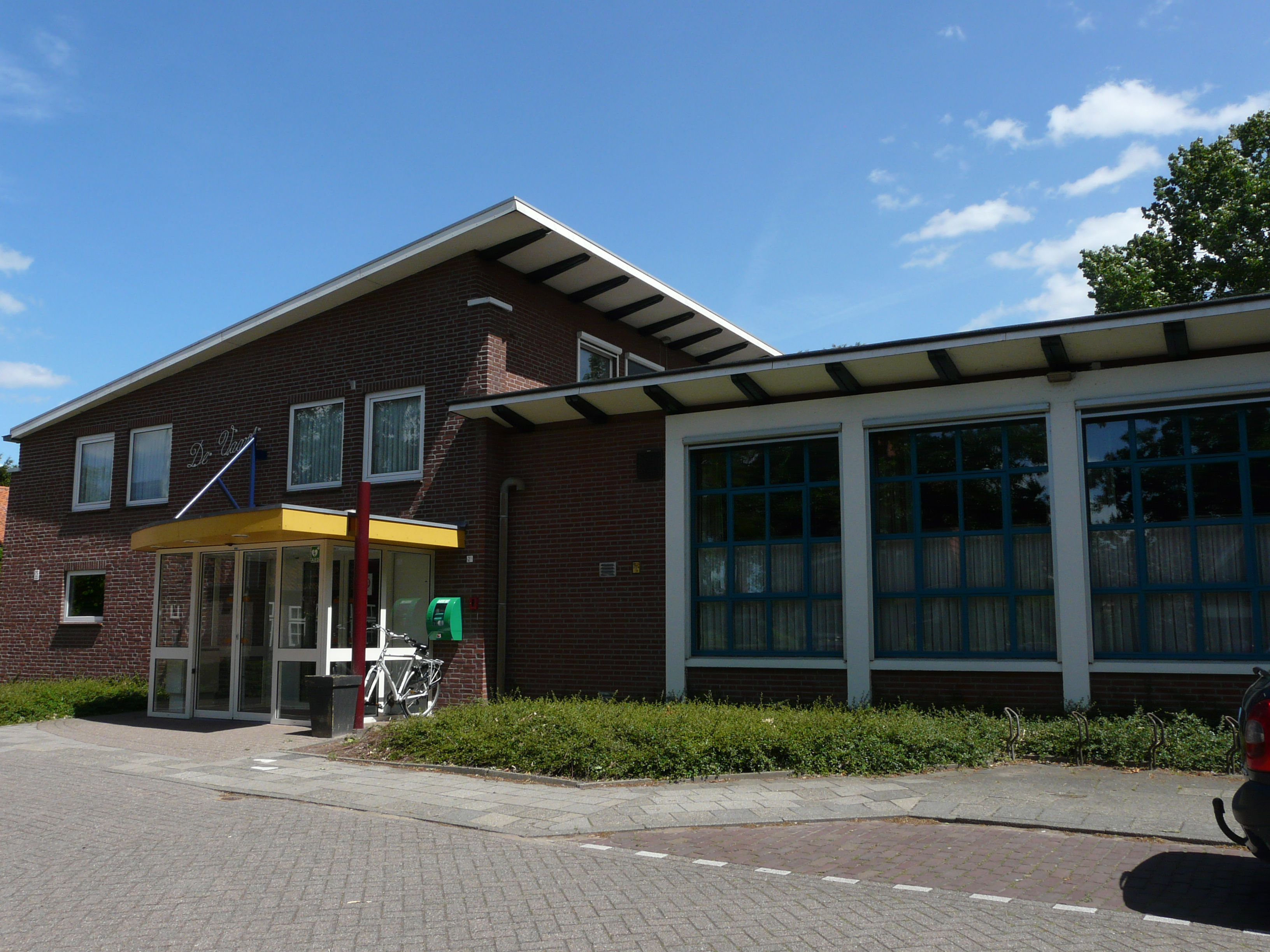
Gemeenschapshuis de Vaart
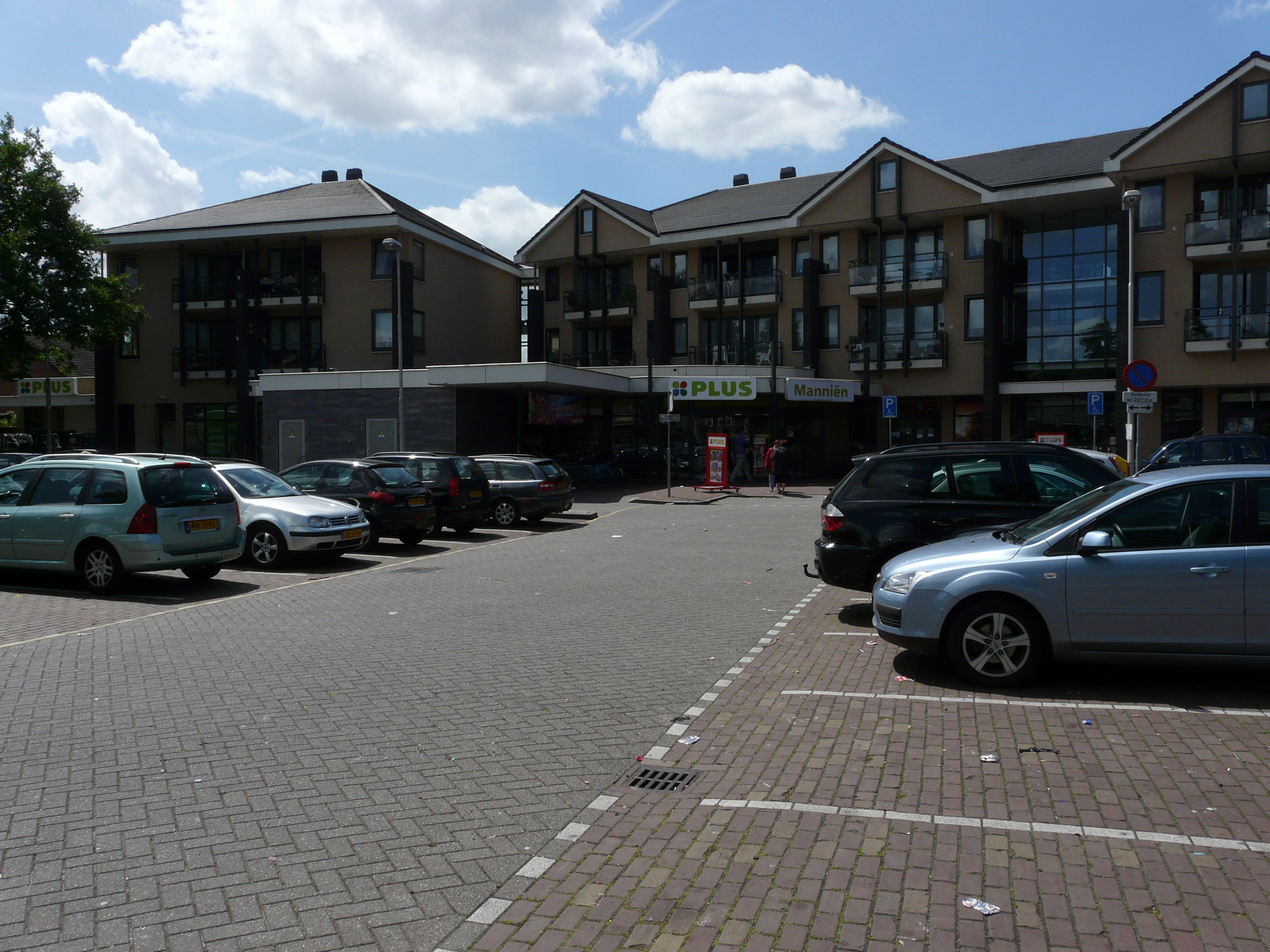
Winkelcentrum

## Nabijgelegen kernen
Bosschenhoofd, Roosendaal, Schijf, Sprundel, St. Willebrord en Zegge.
Dorpen: Rucphen · Schijf · St. Willebrord · Sprundel · Zegge

Buurtschappen: De Berk · De Dood · De Heiberg · De Posthoorn · De Schietbaan · Het Hoekske · Het Oosteind · Langendijk · Langeschouw · Munnikenheide · Nederheide · Nispense Achterhoek · Noordhoek · Steenpaal 

Noord-Brabant: Steden en dorpen      Nederland: Provincies · Gemeenten